# 이상한 나라의 앨리스 (1933년 영화)
이상한 나라의 앨리스(Alice in Wonderland)는 미국에서 제작된 노먼 Z. 맥레오드 감독의 1933년 모험, 가족, 판타지 영화이다. 리처드 알렌 등이 주연으로 출연하였다.

## 출연

### 주연
- 리처드 알렌
- 로스코 아테스